# Navire-grue
 (décembre 2018).
Si vous disposez d'ouvrages ou d'articles de référence ou si vous connaissez des sites web de qualité traitant du thème abordé ici, merci de compléter l'article en donnant les références utiles à sa vérifiabilité et en les liant à la section « Notes et références ».
Un navire-grue est un navire de charge doté d'une grue, lui permettant de charger des marchandises à son bord ou au bord de navires en étant dépourvus.
Il peut également soulever, en vue de leur évacuation, des débris d'infrastructures accidentées comme des ponts. 
Des navires semi-submersibles, capables de transporter des « colis lourds », par exemple d'autres navires avariés, disposent de grues avec des capacités de levage de plusieurs dizaines milliers de tonnes.
Les navires-grues actuels peuvent soulever des charges allant jusqu'à 14 200 tonnes. Les plus puissantes unités au monde sont, en 2020, le SSCV Thialf et le Saipem 7000.

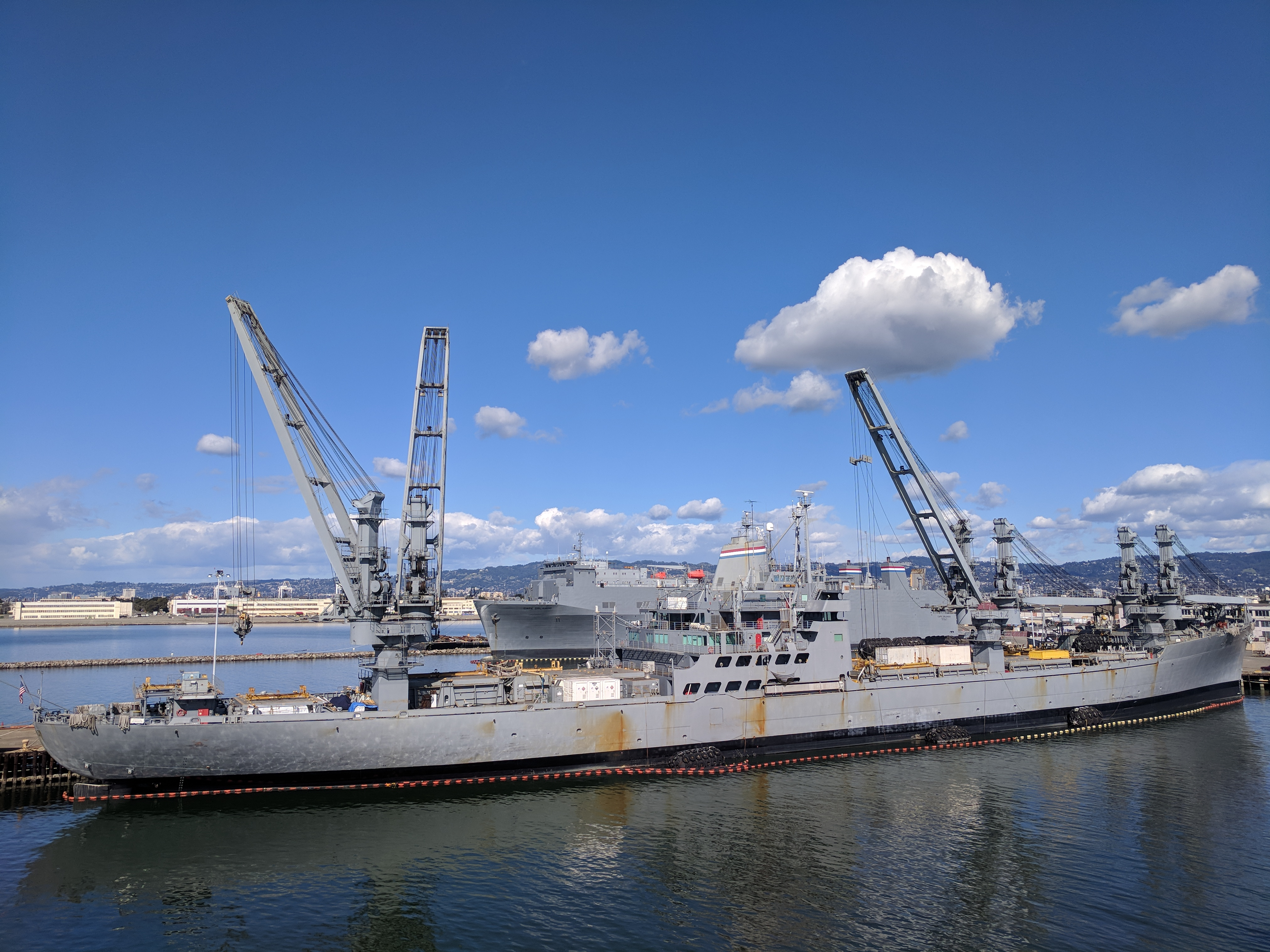
Bateau-grue de l'US Navy, SS Gem State (T-ACS-2)
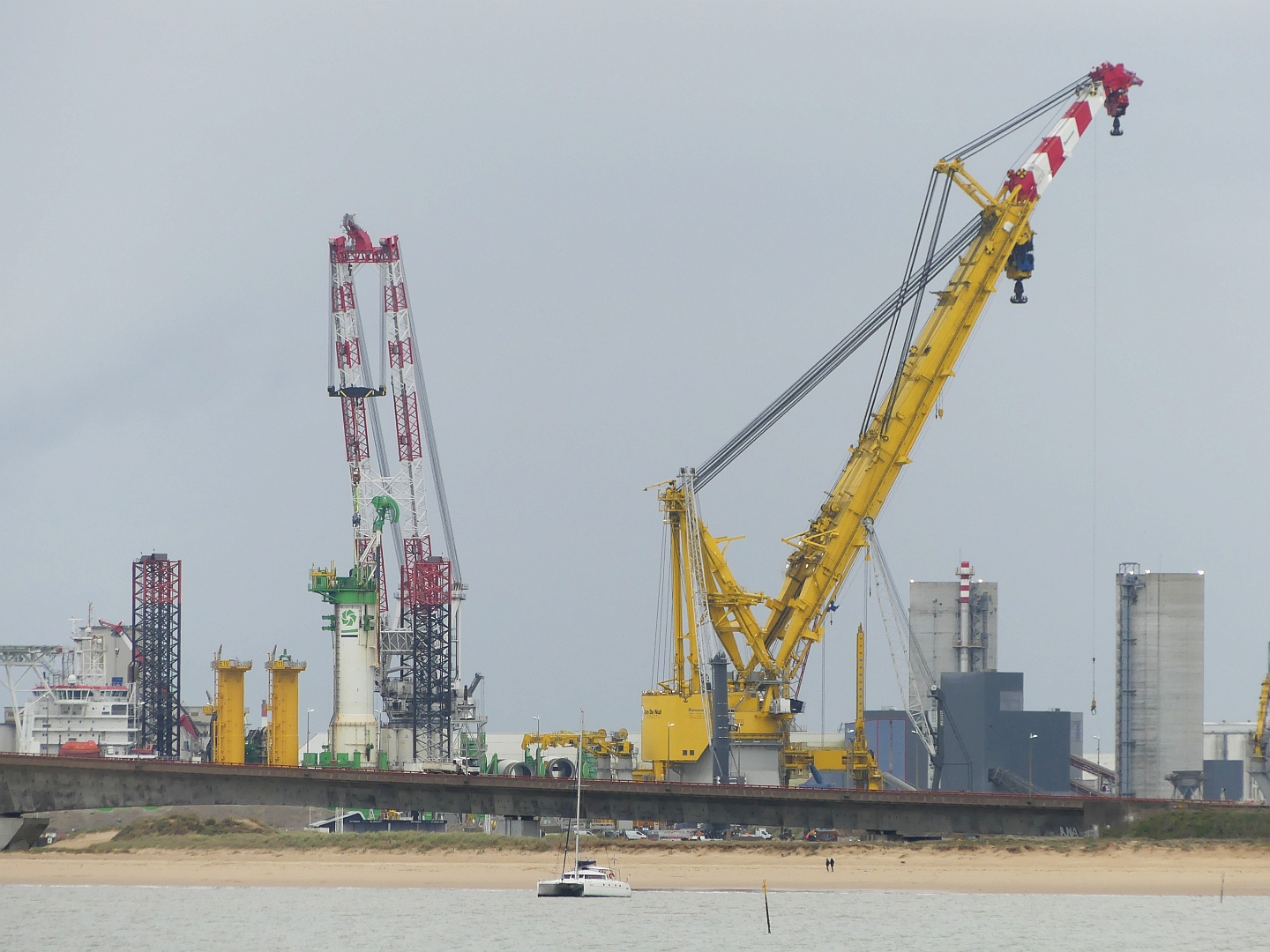
Des navires-grues au port de La Rochelle en 2024.

## US Navy
- SS Keystone State (T-ACS-1) (Military Sealift Command Ready Reserve Force)
- SS Gem State (T-ACS-2) (Military Sealift Command Ready Reserve Force)
- SS Grand Canyon State (T-ACS-3) (Military Sealift Command Ready Reserve Force)
- SS Gopher State (T-ACS-4) (Military Sealift Command Ready Reserve Force)
- SS Flickertail State (T-ACS-5) (Military Sealift Command Ready Reserve Force)
- SS Cornhusker State (T-ACS-6) (Military Sealift Command Ready Reserve Force)
- SS Diamond State (T-ACS-7) (National Defense Reserve Fleet)
- SS Equality State (T-ACS-8) (National Defense Reserve Fleet)
- SS Green Mountain State (T-ACS-9) (National Defense Reserve Fleet)
- SS Beaver State (T-ACS-10) (National Defense Reserve Fleet)